# Hungarosoma inexpectatum
Hungarosoma inexpectatum är en mångfotingart som beskrevs av Ceuca 1967. Hungarosoma inexpectatum ingår i släktet Hungarosoma och familjen snaggdubbelfotingar. Inga underarter finns listade i Catalogue of Life.